# Pediobius yunanensis
Pediobius yunanensis  (лат.) — вид паразитических наездников рода Pediobius из семейства Eulophidae (Chalcidoidea) отряда перепончатокрылые насекомые. Китай (Yunnan).  Переднеспинка с шейкой, отграниченной килем (поперечным гребнем). Щит среднеспинки с развитыми изогнутыми парапсидальными бороздками. Паразиты наездников рода Macrocentrus из семейства Braconidae.